# Wiśnicze
Wiśnicze (niem. Wischnitz, 1936-1945 Kirschen) – wieś sołecka w Polsce, położona w województwie śląskim, w powiecie gliwickim, w gminie Wielowieś.
W latach 1975–1998 wieś administracyjnie należała do województwa katowickiego.
W Wiśniczach znajduje się kościół Trójcy Przenajświętszej należący do parafii Trójcy Przenajświętszej.

## Integralne części wsi
| SIMC    | Nazwa | Rodzaj    |
| ------- | ----- | --------- |
| 0223533 | Gaj   | część wsi |

## Zabytki
Na terenie wsi znajdują się następujące obiekty wpisane do rejestru zabytków:
- kościół parafialny p.w. Świętej Trójcy (z terenem przykościelnym), numer rejestru A/1081/22[5],
- kaplica p.w. Matki Bożej Bolesnej, numer rejestru A/1014/22[5],
- spichrz plebański, numer rejestru A/1242/23[5].

## Turystyka
Przez wieś przebiega szlak turystyczny:
- - Szlak Zacharzowicki